# 軍歌 (馬來亞共產黨)
馬來亞人民抗日軍軍歌，別稱為軍歌。是一首馬來亞共產黨在馬來亞人民抗日戰爭時期創作的一首軍歌。

## 歌詞
看我們軍號響斧鐮旗飄揚，

軍歌慷慨軍歌悠揚人人精神壯，

大家努力向前奪回我們政權，

衝衝衝衝殺殺殺盡一切反動，

看最後的抗日勝利。